# کوه مدحاء
 کوه مدحاء  (به عربی:  جَبل مِدحاء ) نام کوهی است در شهرستان مدحاء از توابع استان مسندم در کشور پادشاهی عُمّان. این کوه در ارتفاع ۱۷۰۰ متری رشته کوه حجر است.
«کوه مدحاء» دارای چشمه‌های گوناگونی است، ارتفاع کوه مدحاء از سطح دریا ۱۷۰۰  متر، و در بعضی جاها تا حدود ۲۱۰۰ متر نیز می‌رسد. این کوه در نزدیکی مرز کشور امارات متحده عربی است.
«کوه مدحاء» از رشته‌کوه‌های شمالی کشور پادشاهی عمان و از (نقاط دیدنی سلطنت عمان) و یکی از مناطق گردشگری و دیدنی شهر مدحاء است.
در پیرامون این کوه جانوران  و پرندگان  مختلفی زندگی می‌کنند، در پایه وقلهٔ  کوه درخت‌های گوناگون و تنومند  مانند:
کُنار، سمر، سَلَم، کُور، کِرت، و   کُوهِنگ  وجود دارد.
از انواع پرندگان که در این کوه  زندگی می‌کنند می‌توان از کبک، قُمری، بادخور، تیهو، سبزقبا، چکاوک، چکاوک هدهد   و  هدهد، بلبل، گنجشک، دم جنبانک، فاخته، سهره، صعوه، کوکر، دراج نام برد.  در پیرامون کوه روباه ،جوجه‌تیغی، خرگوش و بز کوهی نیز هست.